# La Maison du canal (téléfilm)

La Maison du canal est un téléfilm franco-belge réalisé par Alain Berliner réalisé en 2003 tiré du roman de Georges Simenon. Il dure 94 minutes.

## Synopsis
Edmée vient de perdre ses parents. Elle quitte Bruxelles pour rejoindre la campagne flamande où l'attendent des cousins qu'elle ne connaît pas. Son arrivée se déroule dans les pires conditions. Personne ne vient la chercher à l'arrêt du car. Et pour cause, son oncle est mourant. Son cousin, Jef, personnage un peu simplet mais doté d'un grand cœur, finit par la retrouver. Edmée rejoint sa nouvelle demeure alors que son oncle agonise. La jeune citadine ne sait comment se comporter. Délicate et coquette, Edmée ne supporte ni l'odeur des animaux, ni la saleté qui règne dans la maison. Qui plus est, elle s'entend très mal avec son cousin Fred, le nouveau chef de famille, qui l'appelle "princesse" et, surtout, lui interdit d'étudier la médecine. Mais volontiers manipulatrice, Edmée sait user de son pouvoir de séduction...

## Fiche technique
- Réalisation : Alain Berliner
- Scénario : Dominique Garnier et Alain Berliner, d'après le roman de Georges Simenon
- Musique : Vincent D'Hondt
- Date de diffusion : 24 février 2003

## Distribution
- Isild Le Besco : Edmée
- Corentin Lobet :  Jeff
- Nicolas Buysse : Fred
- Jean-Pierre Cassel : Louis
- Gert Portael : Jeanne
- Circé Lethem : Mia
- Joyce Bachely : Mieke
- Camie Boel : Alice
- Luc Bromagne  : Le docteur
- Pierre Gerranio : Le radiologue
- Sébastien Waroquier : André
- Michel Angely : Le père
- Daniel Vidovsky : Le jeune homme